# Oakland (Missouri)
Oakland is een stad in de St. Louis County, in de Amerikaanse staat Missouri, De stad behoort tot de kleine groep steden van Amerika, die ook een city worden genoemd. Oakland had bij de telling van 2000 1540 inwoners.
De stad is gelegen in het oosten van de staat, vlak bij de staatsgrens. Ten noorden van Oakland ligt Glendale, ten oosten Webster Groves, ten zuiden Crestwood en ten westen Kirkwood.
Na de stichting van de plaats bleef de plaats lang een klein maar breed verspreide nederzetting. De nederzetting werd toen geduid als Hartwood, wat vernoeming was naar de groot landeigenaar Henry Clay Hart. Later werd de nederzetting opgedeeld in tussendivisies. Met de komst van de spoorlijn in 1853 kwam er een bloei en groei van de stad. De stopplaats van de trein bij de nederzetting was vernoemd naar een van de tussendivisies, Oakland Terrance.
Oakland vormde in die periode samen met het nu ten noorden gelegen Glendale het dorp. In 1920 verklaarde Oakland zich onafhankelijk. Er volgde een aantal referenda waarbij het volk kon stemmen. Bij de laatste referendum in juli dat jaar ging het om een referendum voor het terugdraaien van het besluit om het zuiden, Oakland te laten scheiden van de rest van Glendale. In het noorden werd met grote meerderheid gekozen voor terugdraaiing maar in het zuiden was het andersom. En dus bleef Oakland gescheiden van Glendale.
Op 21 april 1921 vond de eerste verkiezingen gehouden. In 1946 werd het dorp Oakland officieel een stad, een vierde klas stad zoals dat toen werd genoemd.
De bewoning van de stad is qua architectuur vrij divers te noemen. Men vindt er zowel oude als nieuwe bewoning naast elkaar. Ook zijn er een aantal grote landhuizen die in de periode net voor de Tweede Wereldoorlog zijn gebouwd als zomerhuizen van rijke inwoners van over de hele conty.

## Plaatsen in de nabije omgeving
De onderstaande figuur toont nabijgelegen plaatsen in een straal van 4 km rond Oakland.